# Orsago
Orsago es un pueblo (en italiano se denomina comuna) de aproximadamente 3.597 habitantes de la región de Veneto, provincia de Treviso, junto a la vía 13SS Pontebbana y la línea férrea Venecia-Udine-Tarvisio. Tiene una extensión aproximada de 10 km², con una densidad de población de 360 hab/km².
En esta localidad se celebra una competición ciclista denominada "Circuito Di Orsago".
A finales del siglo XIX, muchos de sus habitantes emigraron a Brasil para trabajar en las plantaciones de café, principalmente en el interior del Estado de São Paulo.
Su iglesia, iglesia de San Antonio, data de 1691, siendo restaurada por el Grupo A.N.A di Orsago el 24 de abril de 1996. También cuenta con la Iglesia de la Villa Cefis - Vincenzotti, cuya fachada data de 1700, dedicada a S. Trinitá, está construida totalmente con piedra blanca y cuatro pilastras de estilo dórico.
En Orsago puede encontrarse edificios de los siglos XVII y XVIII, como la Villa De Chastonay del siglo XVII. La Villa Licini, una gran construcción de la familia Licini. La Villa Sbrojavacca - Maffei, del siglo XVIII, construida por los nobles Sbrojavacca, comprada por Maffei Marconi en 1835 y traspasada a la familia Zanin de Orsago. La Villa Priuli - Chastonay, del siglo XVI.

## Evolución demográfica
| Gráfica de evolución demográfica de Orsago entre 1861 y 2001 |
|                                                              |
| Fuente ISTAT - elaboración gráfica de Wikipedia              |

- Datos: Q46510
- Multimedia: Orsago / Q46510

1. ↑  Worldpostalcodes.org, código postal n.º 31010.
2. ↑  «Codici Catastali». Comuni-italiani.it (en italiano). Consultado el 29 de abril de 2017.